# Блус рок
Блус рокът е музикален стил, съчетаващ блус импровизации с елементи на рокенрол. Типичният блус рок звук се основава на електрическа китара, пиано, бас китара и барабани, като електрическите китари обикновено използват лампов усилвател.
Стилът започва да се развива в средата на 60-те години във Великобритания и Съединените щати. Британски групи, като Ролинг Стоунс, Ярдбърдс и Енимълс, и американски, като Бътърфийлд Блус Бенд и Сийгъл-Шуол Бенд, започват да експериментират с музиката на по-стари американски блус изпълнители, като Албърт Кинг, Хаулин Уулф, Робърт Джонсън, Джими Рийд, Мъди Уотърс и Би Би Кинг. Първите блус рок изпълнители се стремят да изпълняват продължителни импровизации, типични за джаза, но през 70-те години блус рокът става по-тежък и се доближава до хардрока.

## Блус рок изпълнители
- Джими Хендрикс
- Ярдбърдс
- Джеф Бек груп
- Ерик Клептън
- Дорс
- Лед Зепелин
- Джанис Джоплин
- Джо Бонамаса
- Ролинг Стоунс
- Стиви Рей Вон
- Гери Мур
- Трейси Чапман
- Линърд Скинърд
- Пинк Флойд